# Ilbiidae
Ilbiidae is een familie van weekdieren uit de klasse van de Gastropoda (slakken).

## Geslachten
- Fofinha Moro & Ortea, 2015
- Ilbia Burn, 1963